# Impôts sur le revenu au Canada

## Impôt fédéral sur le revenu des particuliers

### Généralités
L'assujettissement à l'impôt sur le revenu repose sur la notion de résidence. De plus, toute personne résidant plus de 183 jours au pays est réputée être un résident canadien aux fins de la loi de l'impôt sur le revenu. Le résident canadien est imposé sur son revenu mondial tandis que la personne non résidente ne sera imposée que sur le salaire gagné au Canada, le revenu d'entreprise se rapportant à un établissement stable au Canada et aux gains en capital réalisés lors de la disposition de biens imposables canadiens.
Pour un particulier l'année d'imposition correspond généralement à l'année civile soit du 1er janvier au 31 décembre. Pour une société l'année d'imposition correspond généralement à son exercice financier. L'année d'imposition couvre la période du 1er janvier au 31 décembre.
Un particulier doit produire sa déclaration de revenus au plus tard le 30 avril suivant la fin de l'année d'imposition (ou avant le 15 juin si ce même particulier exploite une entreprise individuelle) dans la mesure où il a un revenu imposable. Les sociétés qui résident au Canada sont tenues de produire une déclaration de revenus dans au plus tard six mois après la fin de leur année d'imposition. Des pénalités peuvent s'appliquer en cas de production de la déclaration en retard ou en cas d'omission d'un revenu.

### Historique
Au Canada, l'impôt fédéral sur le revenu fut institué en 1917 en vertu de la Loi de l'impôt de guerre sur le revenu.  Cette loi fut ensuite remplacée par la Loi de l'impôt sur le revenu, édictée en 1948. En 1952, la loi était intégrée à la révision générale des statuts. En 1965, était déposé le Rapport Carter qui faisait l'analyse en profondeur du régime fiscal canadien et proposait des modifications substantielles aux politiques fiscales ainsi qu'aux arrangements fiscaux du gouvernement fédéral et des provinces.  Par la suite, la loi faisait l'objet de nombreux remaniements dont la réforme de 1971 qui introduisait certaines des recommandations du Rapport Carter. Depuis, la Loi de l'impôt sur le revenu fait l'objet de nombreuses modifications chaque année, dont les principales sont annoncées au moment du dépôt du budget par le ministre des Finances.
Il y a une inspiration britannique à l'impôt canadien.

#### Années 1970
John Turner, ministre des Finances dans le gouvernement de Pierre Eliott Trudeau, annonce l'indexation de la table d'imposition dans le budget de 1973-1974 présenté le 19 février 1973,. Cette mesure, adoptée dans un contexte très inflationniste au Canada au milieu des années 1970, permet de limiter les effets de l'inflation sur la charge fiscale des particuliers.
En 1977, le gouvernement de Pierre Eliott Trudeau augmente la réduction d'impôt pour enfant à charge de 50 $ par enfant de moins de 18 ans résidant au Canada. Le coût de cette mesure pour le gouvernement fédéral est estimée à 275 millions de dollars pour l'année d'imposition 1977. Le gouvernement instaure le 24 août 1978 le crédit d'impôt remboursable à l'égard des enfants. Ce crédit d'impôt, d'abord fixé à 200$ par enfant pour l'année 1978, est indexé à l'inflation et bénéficie pleinement aux foyers dont le revenu familial n'excède pas 18 000$,,.
John Crosbie, ministre des finances de l'éphémère gouvernement minoritaire de Joe Clark présente un budget austère le 11 décembre 1979 dans un contexte économique difficile. Si relativement peu de mesures concernent l'impôt sur le revenu, la hausse massive des impôts indirects sur le tabac, les carburants, le gaz, les boissons alcoolisés ainsi que la hausse des cotisations pour l'assurance-emploi provoque une forte indignation des contribuables. Ce budget, particulièrement mal reçu par le public, contribue à la défaite du Parti progressiste-conservateur aux élections de 1980.

#### Réformes fiscales des années 1980
| Année | Montant   |
| ----- | --------- |
| 1985  | 10 000 $  |
| 1986  | 25 000 $  |
| 1987  | 50 000 $  |
| 1988  | 100 000 $ |
| 1989  | 150 000 $ |
| 1990  | 250 000 $ |

La large victoire du Parti progressiste-conservateur lors de l'élection fédérale de 1984 illustre l'irruption au Canada, comme dans les autres pays anglo-saxons, des principes de la révolution conservatrice. Sur le plan fiscal, ce changement implique une rupture nette avec les politiques poursuivies sous le gouvernement libéral de Pierre-Elliot Trudeau. Michael Wilson est nommé ministre des Finances du gouvernement de Brian Mulroney et entame une série de réformes qui modifient les règles de l'impôt sur le revenu.
La mesure phare du budget 1985 est l'exonération des gains en capital. Destinée à « encourager la prise de risque et l'investissement dans les petites et grandes entreprises », cette exonération cumulative est fixée à 500 000 $ pour la durée de vie du contribuable. Sachant que les gains en capital sont intégrés à 50 % au revenu imposable, cette disposition fiscale introduit une déduction pouvant aller jusqu'à 250 000 $. Sa montée en puissance est cependant progressive (voir tableau). Lors de son instauration, l'exonération de gains en capital est utilisable pour tous les biens en immobilisation des particuliers à l'exception notable des dividendes en actions et des stock-options.
Dans ce même budget, afin de compenser l'entrée en vigueur de l'exonération, certes dispositions sont durcies:
- le Régime de placements en titres indexés (RPTI)[note 5] est supprimé ;
- il n'est plus possible de transférer les gains en capital agricole dans un RÉER ;
- la déduction de 1 000 $ pour revenus de placements est supprimée pour les gains en capital imposables réalisés après 1984 ;
- les pertes nettes en capital réalisées après 1984 ne peuvent plus être déduites à concurrence de 2 000 $ des autres revenus.

Dans un contexte de réduction des déficits publics, le budget de 1985 prévoit également trois mesures importantes destinées à augmenter les recettes de l'impôt sur le revenu des particuliers:
- La désindexation du régime fiscal des particuliers en dessous de 3 % d'inflation. Cela signifie que les tranches d'imposition et la base des exemptions personnelles ne sont indexées que pour la portion de l'inflation qui dépasse 3 %(la table d'imposition est ainsi indexée jusqu'en 1991[note 6],[note 7] ;
- L'instauration d'une surtaxe temporaire sur les particuliers à revenu élevé qui doit durer 18 mois à compter du 1er juillet 1985 et qui applique une surtaxe de 5 % sur l'impôt fédéral de base entre 6 000 $ et 15 000 $ et de 10 % pour la fraction supérieure à 15 000 $ ;
- La suppression du dégrèvement fédéral instauré en 1973 qui consistait en une réduction d'impôt de 5 % sur l'impôt fédéral autrement payable[note 8]. Le dégrèvement fédéral devait alors être supprimé en 1986.

#### Augmentation de la charge fiscale (début des années 1990)
La surtaxe temporaire du budget 1985 expire en 1986 mais est remplacée dès le 1er juillet 1986 par une surtaxe générale de 3 % sur l'impôt fédéral à payer pour tous les contribuables. Ce même budget présente également un nouveau crédit d'impôt remboursable au titre de la taxe de vente, ancêtre de l'actuel crédit d'impôt remboursable pour la TPS.
Face à l'important déficit public du gouvernement fédéral et la perspective d'une récession à venir, Michael Wilson hausse la surtaxe fédérale de 2 points à 5 % le 1er juillet 1989 et instaure le même jour une surtaxe additionnelle de 3 % sur l'impôt fédéral à payer dépassant 15 000 $ pour augmenter la charge fiscale des contribuables les plus aisés.
La mesure phare du budget 1989 (en) est l'instauration du remboursement des transferts sociaux pour les contribuables aux revenus les plus élevés. Sont concernés les paiements de sécurité de la vieillesse et d'allocations familiales qui doivent être remboursés à concurrence de 15 % du revenu individuel net dépassant 50 000 $. Ce remboursement est calculé lors de la déclaration de revenus et est déductible dans la détermination du revenu familial. La mise en place de ce dispositif s'échelonne sur 3 ans, le remboursement effectivement demandé n'étant que d'un tiers en 1989, deux tiers en 1990 et porte finalement sur totalité des sommes dues dès 1991.
Dans ce même budget le taux d'imposition du revenu non attribué à une province passe de 47 à 52 % pour mieux refléter les taux effectifs des impôts provinciaux.
Peu de mesures modifient l'impôt sur le revenu dans les budgets 1990 et 1991 (en). La seule modification substantielle intervient en 1991 lorsque le crédit d'impôt pour handicapés est haussé de 575 à 700 $ par année.
Le successeur de Michael Wilson, Don Mazankowski, présente un plan de baisse d'impôts dans son budget 1992 avec notamment la baisse de la surtaxe fédérale qui est ramenée à 3 % en deux temps ce qui représente une baisse d'impôt de 6,645 milliards de dollars canadiens sur la période 1992–1997. Le ministre annonce également la fusion des allocations familiales, du crédit d'impôt pour enfants et du crédit d'impôt remboursable pour enfants dans une nouvelle prestation unique nommée Prestation fiscale pour enfants pouvant atteindre 1 020 $ par enfant à charge et par an,. Contrairement aux prestations qu'elle remplace, la nouvelle allocation n'est ni imposable ni soumise au remboursement des transferts sociaux instauré en 1989. Parallèlement, le montant maximum autorisé pour la déduction de frais de garde d'enfants est haussée de 1 000 $.

#### Retour de la pleine indexation en 2000
Paul Martin, ministre des Finances dans le gouvernement de Jean Chrétien, annonce le 28 février 2000 la plus importante réforme du système fiscal canadien en 10 ans avec le retour de la pleine indexation de la table d'imposition rétroactivement au 1er janvier 2000.

#### Refonte du barème en 2016
Bill Morneau, ministre des Finances du gouvernement de Justin Trudeau nouvellement élu, annonce le 7 décembre 2015 une modification de la table d’imposition pour les particuliers. Afin d'honorer la promesse inscrite dans la plateforme libérale pour l'élection fédérale de 2015 de baisser les impôts pesant sur la classe moyenne, la nouvelle table d'imposition abaisse le taux de la deuxième tranche (revenus de 45 282 $ à 90 563 $) de 22 à 20,5 %. En contrepartie, une nouvelle tranche est créée pour les revenus supérieurs à 200 000 $ dont le taux est fixé à 33 % (contre 29 % auparavant).

### Calcul du revenu fiscal et du revenu imposable
La Loi distingue les revenus selon leur nature ou leur source. On distingue donc :
1. Le revenu tiré d'un emploi ou d'une charge (dans le cas des particuliers seulement) ;
2. Le revenu de biens ;
3. Le revenu d'entreprise ;
4. Les gains en capital (dont seuls 50 % sont intégrés dans la base imposable depuis l'an 2000).

Certains autres montants sont inclus au revenu par le simple effet de la Loi. En principe un revenu qui ne provient d'aucune de ces sources n'est pas imposable. On parle alors d'un gain fortuit (par exemple les gains de loterie).

#### Revenu d'emploi
Le revenu tiré d'un emploi ou d'une charge comprend le salaire et tous les avantages liés à l'emploi. Une perte liée à l'emploi est possible dans le cas où les déductions autorisées pour les revenus d'emploi excèdent les inclusions.
Les avantages liés à l'emploi constituent une gamme très large de prestations fournies par l'entreprise à un employé tel que (sans être limitatif):
- Un logement de fonction (sauf sur les chantiers particuliers et les endroits éloignés) ;
- Les allocations perçues dans l'année pour frais personnels (sauf exceptions prévues par la loi) ;
- Les jetons de présence des administrateurs ;
- Les frais d'usage et de mise à disposition d'une automobile pour utilisation à titre personnel ;
- Les prêts à taux réduits consentis par l'employeur[18].

#### Revenus de biens ou d'entreprise
Le revenu tiré de biens ou d'une entreprise est défini d'abord comme étant le bénéfice tiré de biens ou d'une entreprise. Ce bénéfice est établi en vertu des principes commerciaux bien établis. De façon générale ces principes correspondent aux normes comptables pour les entreprises à capital fermé mais pas nécessairement. Ce bénéfice doit cependant être modifié de façon à rencontrer les nombreuses règles particulières d'établissement du revenu prévues dans la Loi.
Parmi les revenus de biens sont compris, les intérêts, les dividendes, les redevances et les loyers. Ces types de revenus cependant peuvent constituer du revenu d'entreprise lorsqu'ils sont réalisés dans le cadre de l'exploitation d'une entreprise.
Les dépenses effectuées pour gagner un revenu de biens ou un revenu d'entreprise sont déductibles dans la mesure où la Loi le permet.
Les dépenses en capital au titre des immobilisations peuvent être amorties et déduites conformément aux règles prévues à cet effet dans la Loi.
Un contribuable qui subit une perte dans une année d'imposition pourra la reporter à une autre année d'imposition et la déduire dans le calcul de son revenu imposable. Il existe différents types de pertes parmi lesquelles les pertes autres que des pertes en capital.

#### Gains en capital
La Loi prévoit dans certaines situations une exonération de gain en capital, notamment l'exemption de gain en capital sur les actions de petites entreprises pour un maximum de 750 000 $. (Particuliers seulement, excluant les fiducies).

#### Distinction entre le revenu net et le revenu imposable
La Loi distingue entre le revenu proprement dit (communément appelé revenu net) et le revenu imposable. L'impôt est calculé à partir du revenu imposable. Le revenu imposable correspond au revenu net auquel certains ajustements sont faits. Ainsi le revenu imposable d'un contribuable pourrait correspondre à son revenu net calculé pour l'année moins le solde des pertes autres que des pertes en capital subies durant des années d'imposition précédentes et reportées dans l'année.

### Calcul de l'impôt à payer
L'impôt sur le revenu des particuliers est calculé en fonction de taux progressifs. Certains crédits d'impôt peuvent être réclamés pour réduire le montant de l'impôt à payer.

#### Table d'imposition pour les particuliers
La table d'imposition des particuliers est ajustée chaque année pour tenir compte de l'inflation.
| 1re | jusqu'à 1 295 $        | 6 %  | jusqu'à 28 275 $       | 17 % | jusqu'à 30 004 $       | 17 % | jusqu'à 43 561 $        | 15 % | jusqu'à 46 605 $         | 15 %   |
| 2e  | de 1 295 $ à 2 590 $   | 16 % | de 28 275 $ à 56 550 $ | 26 % | de 30 004 $ à 60 009 $ | 25 % | de 43 561 $ à 87 123 $  | 22 % | de 46 605 $ à 93 208 $   | 20,5 % |
| 3e  | de 2 590 $ à 5 180 $   | 17 % | plus de 56 550 $       | 29 % | plus de 60 009 $       | 29 % | de 87 123 $ à 135 054 $ | 26 % | de 93 208 $ à 144 489 $  | 26 %   |
| 4e  | de 5 180 $ à 7 770 $   | 18 % | —                      | —    | —                      | —    | plus de 135 054 $       | 29 % | de 144 489 $ à 205 842 $ | 29 %   |
| 5e  | de 7 770 $ à 12 950 $  | 19 % | —                      | —    | —                      | —    | —                       | —    | plus de 205 842 $        | 33 %   |
| 6e  | de 12 950 $ à 18 130 $ | 20 % | —                      | —    | —                      | —    | —                       | —    | —                        | —      |
| 7e  | de 18 130 $ à 23 310 $ | 23 % | —                      | —    | —                      | —    | —                       | —    | —                        | —      |
| 8e  | de 23 310 $ à 36 260 $ | 25 % | —                      | —    | —                      | —    | —                       | —    | —                        | —      |
| 9e  | de 36 260 $ à 62 160 $ | 30 % | —                      | —    | —                      | —    | —                       | —    | —                        | —      |
| 10e | plus de 62 160 $       | 34 % | —                      | —    | —                      | —    | —                       | —    | —                        | —      |

## Impôt fédéral sur le revenu des sociétés

### Généralités
Les sociétés sont considérées comme des personnes morales en vertu du droit canadien et sont des contribuables aux fins de l'impôt. Aux fins de la loi, il existe plusieurs catégories de sociétés notamment :
1. la société privée ;
2. la société privée sous contrôle canadien ;
3. la société publique.

Le traitement fiscal de façon générale mais aussi le taux d'imposition varie selon le type de société.
Les sociétés de personnes (sociétés contractuelles; ex. les sociétés en nom collectif, les sociétés en commandites) ne sont pas des personnes morales et ne sont donc pas des contribuables. La Loi de l'impôt sur le revenu prévoit cependant qu'une société de personnes doit calculer son revenu comme si elle était une personne. Une fois ce revenu établi, ce sont cependant les associés de la société de personnes qui devront payer un impôt sur la part de revenu de la société de personnes qui leur est attribuable.
Une fiducie n'est pas une personne ni un contribuable. La Loi prévoit cependant qu'une fiducie sera considérée comme un particulier aux fins d'établir l'impôt sur le revenu. Le fiduciaire est responsable du paiement de cet impôt.

### Calcul de l'impôt à payer
À la différence des particuliers, les sociétés sont soumises à une échelle décroissante passablement plus complexe. Ainsi, le taux de base est de 38 %. Toutefois, avec les crédits applicables, le taux réel oscille entre 13 % et 22 %. Par exemple, une société privée sous contrôle canadien ayant un revenu imposable de moins de 500 000 $ et un établissement stable dans la seule province de Québec se verra accorder un crédit de 16 % et un abattement pour impôt provincial de 10 %.
De plus, toutes les sociétés sont soumises à une surtaxe de 4 % calculée sur le taux de base après l'abattement provincial, s'il y a lieu.
Les sociétés comme les particuliers sont assujetties à un impôt sur le revenu fédéral et à un impôt sur le revenu dans les provinces ou territoires où elles ont un établissement stable.